# Webley Longspur
Webley Longspur — капсюльный револьвер английского производства. Первый револьвер, созданный компанией Webley & Sсott. Появился в 1853 году.

## Технические характеристики
Webley Longspur — револьвер одинарного действия с барабаном на пять зарядов. Благодаря длинному курку особой формы, удобной для взведения, он получал серьёзный выигрыш в скорострельности. Сделан из ковкого железа. Восьмигранный ствол является отдельной деталью, прикрепляемой к оси барабана. Имеет съёмный шомпол. Запыживатель расположен на корпусе справа над барабаном. Обладает разными калибрами: от 7,62 до 11,4 мм(.44).
Был дорог в производстве (изготовлялся вручную), из-за чего проиграл конкуренцию револьверу Адамса.

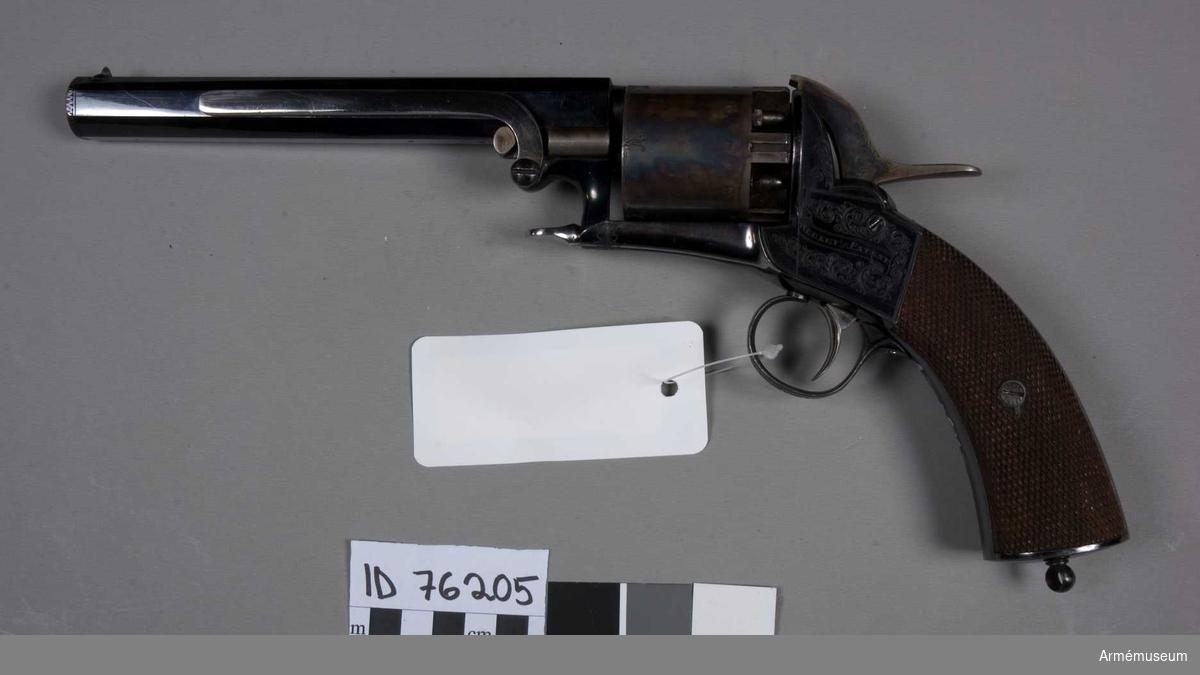
Тот же револьвер слева. В этой модели вал цилиндра вкручивался в переднюю часть рамы, которая дополнительно крепилась к задней части продольным винтом под цилиндром (его можно увидеть на переднем нижнем углу рамы). Спереди виден рычаг для забивания шаров в барабан, расположенный рядом с трубкой (досылатель типа Кер).

### С открытой рамкой
В отличие от револьверов Адамса , доминировавших на британском рынке с 1851 года, револьверы Джеймса Уэбли в основном не имели цельной конструкции рамки и ствола, а вместо этого имели двухсекционный корпус с открытой рамкой, аналогичный Кольту . В ранних револьверах Уэбли передняя часть рамки и ствол составляли отдельную часть, прикрепленную к задней части рамки посредством вала цилиндра, который был неотъемлемой частью казенной части. В самых ранних моделях вал цилиндра крепился к стволу револьвера посредством поперечного плоского штифта (проходившего через отверстие спереди под стволом и на валу цилиндра), как и в Кольте. [ 8 ] В более поздних моделях передняя часть крепилась к валу цилиндра при помощи винта (резьба на валу вкручивалась в соответствующую продольную прорезь в передней части цилиндра, под стволом). Кроме того, нижняя часть передней части соединялась с задней рамкой под цилиндром продольным винтом, который можно было вкручивать или выкручивать пальцами.

### С закрытой рамкой

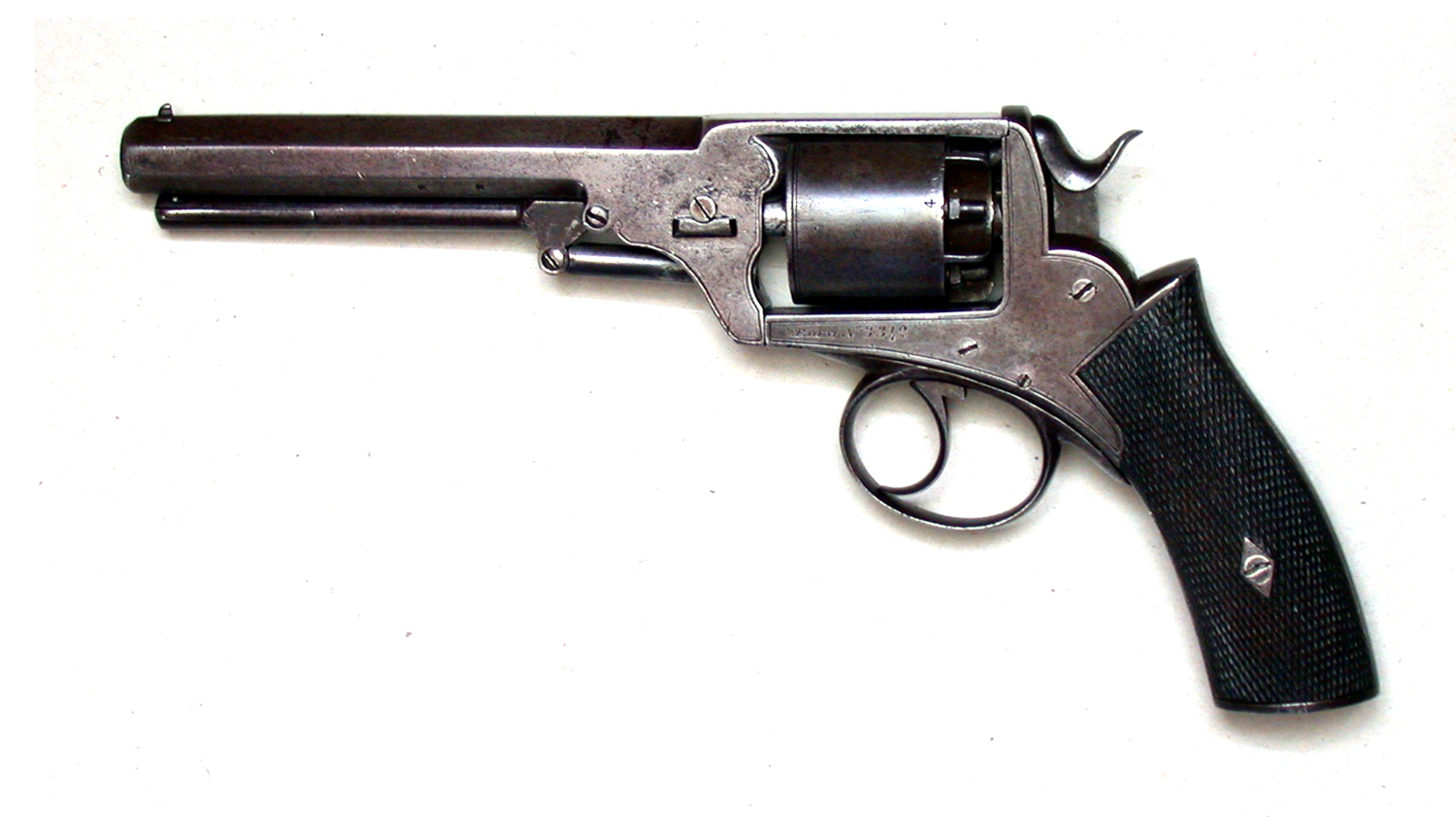
Webley образца 1857 года с закрытой рамкой и досылателем типа «Кольт».

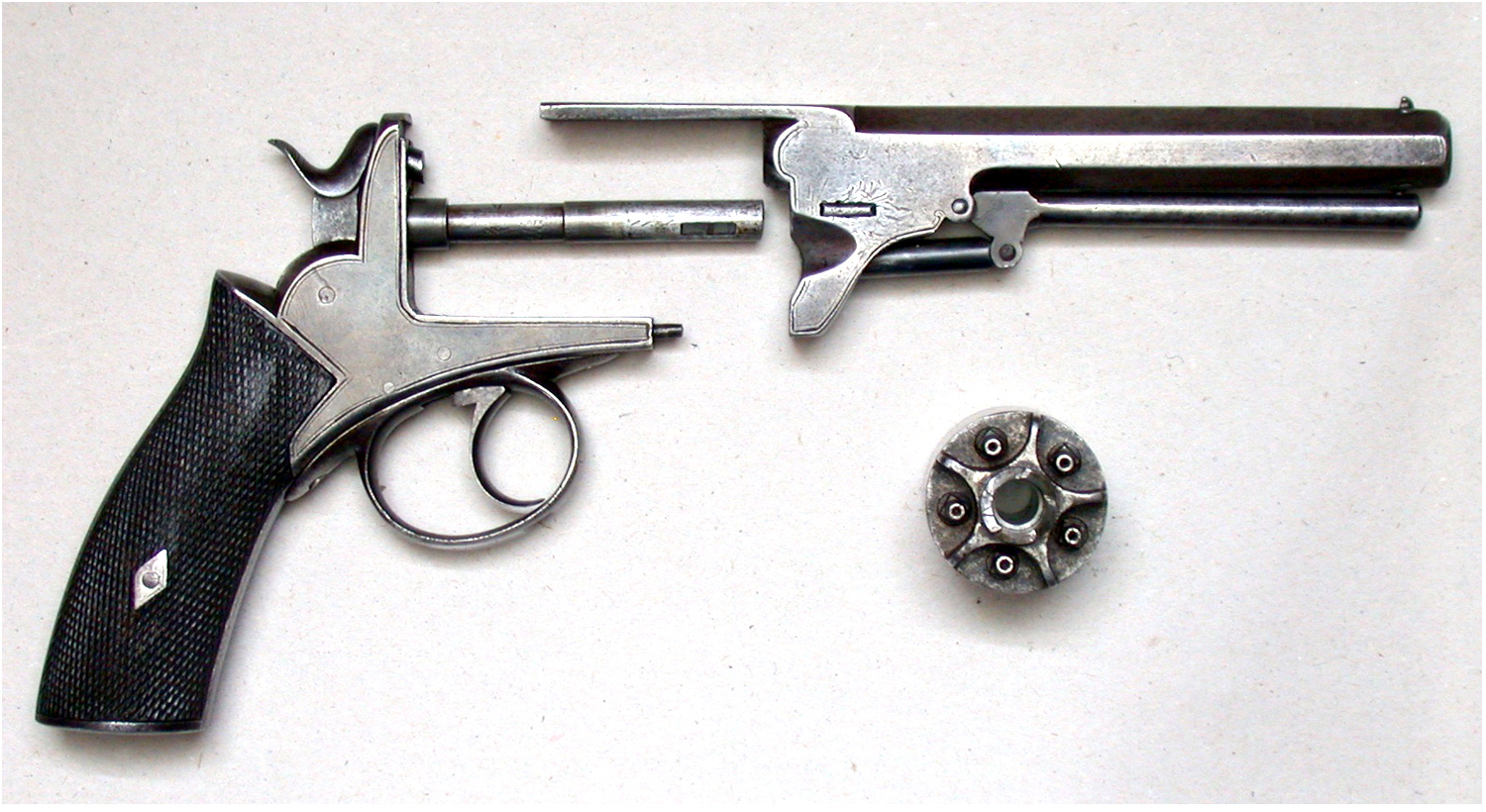
Капсюльный револьвер Уэбли 1857 года с закрытой рамкой в разложенном виде.

Некоторые Webley имели закрытую раму, состоящую из двух частей, с ремнем, соединяющим раму над цилиндром, что придавало им большую прочность и устойчивость. Передняя часть рамы имела полосу на верхней стороне ствола, которая выступала назад над цилиндром и заканчивалась штифтом, который входил в соответствующую прорезь на казенной части. Передняя и задняя части рамы соединялись штифтом, который входил в прорезь под стволом (спереди) и проходил через соответствующую прорезь в валу цилиндра (сзади), выходя на противоположной стороне, аналогично Кольтам и старые револьверы Webley.

## Страны-эксплуатанты
Великобритания: некоторое количество револьверов Webley Longspur было приобретено британскими офицерами.